# Jacob Paludan
Stig Henning Jacob Puggaard Paludan (7. února 1896 Kodaň – 26. září 1975 Birkerød) byl dánský spisovatel.

## Život
Jacob Paludan se narodil jako syn profesora literatury. Stal se lékárníkem a od roku 1920 v tomto oboru pracoval. Žil dva roky v Ekvádoru a poté cestoval po USA. Po návratu do Dánska se zabýval literární činností. Jeho poslední a nejvýznamnější román Jørgen Stein vyšel roku 1933, potom Paludan publikoval převážně eseje.
Od roku 1960 byl členem Dánské akademie. Během svého života získal řadu ocenění.

## Dílo (výběr)
- De Vestlige Veje 1922
- Søgelys 1923
- Urolige sange 1923
- En Vinter lang 1924
- Fugle omkring Fyret 1925
- Feodor Jansens jeremiader 1927
- Markerne Modnes 1927
- Landet forude : et spil om Utopie 1928
- Året rundt : trykt og utrykt 1929
- Jørgen Stein 1932/33